# Солер, Карлос
Карлос Солер Барраган (исп. Carlos Soler Barragán, испанский: [ˈkarlos soˈleɾ]; род. 2 января 1997, Валенсия) — испанский футболист, полузащитник французского клуба «Пари Сен-Жермен» и сборной Испании. Выступает на правах аренды за клуб «Вест Хэм Юнайтед». Серебряный призёр Олимпийских игр 2020 года в Токио.

## Клубная карьера
Солер — воспитанник клуба «Валенсия». С 2014 года Карлос начал выступать за вторую команду «летучих мышей» — «Валенсию Месталью». 10 декабря 2016 года в матче против «Реал Сосьедада» он дебютировал в Ла Лиге, заменив во втором тайме Марио Суареса. 21 января 2017 года в поединке против «Вильярреала» Солер забил свой первый гол за «Валенсию».
С 1 сентября 2022 года — игрок французского «Пари Сен-Жермена», срок контракта — до лета 2027 года.

## Международная карьера
В 2017 году в составе молодёжной сборной Испании Солер стал серебряным призёром молодёжного чемпионата Европы 2017 в Польше. На турнире он сыграл в одном матче, против команды Сербии.
В 2019 году Солер в составе молодёжной сборной Испании выиграл молодёжный чемпионат Европы в Италии. На турнире он принял участие в матчах против команд Италии, Бельгии, Франции и Германии.
В 2021 году в составе олимпийской сборной Испании Солер принял участие в летних Олимпийских играх 2020 в Токио. На турнире он сыграл в матчах против команд Египта, Австралии, Аргентины, Кот-д’Ивуара, Японии и Бразилии.
2 сентября 2021 года в отборочном матче чемпионата мира 2022 против сборной Швеции Солер дебютировал за сборную Испании. В этом же поединке Карлос забил свой первый гол за национальную команду.

### Голы за сборную Испании
| № | Дата            | Место                          | Противник | Счёт | Результат | Соревнование                     |
| - | --------------- | ------------------------------ | --------- | ---- | --------- | -------------------------------- |
| 1 | 2 сентября 2021 | Френдс Арена, Сольна, Швеция   | Швеция    | 0:1  | 2:1       | Чемпионат мира 2022 квалификация |
| 2 | 5 сентября 2021 | Нуэво Виверо, Бадахос, Испания | Грузия    | 2:0  | 4:0       | Чемпионат мира 2022 квалификация |
| 3 | 12 июня 2022    | Ла-Росаледа, Малага, Испания   | Чехия     | 1:0  | 2:0       | Лига наций УЕФА 2022/2023        |

## Достижения
«Валенсия»
- Обладатель Кубка Испании: 2018/19

«Пари Сен-Жермен»
- Чемпион Франции: 2022/23

Испания (до 21)
- Победитель Чемпионата Европы: 2019

Испания (до 23)
- Серебряный призёр Олимпийских игр: 2021